# Armageddon

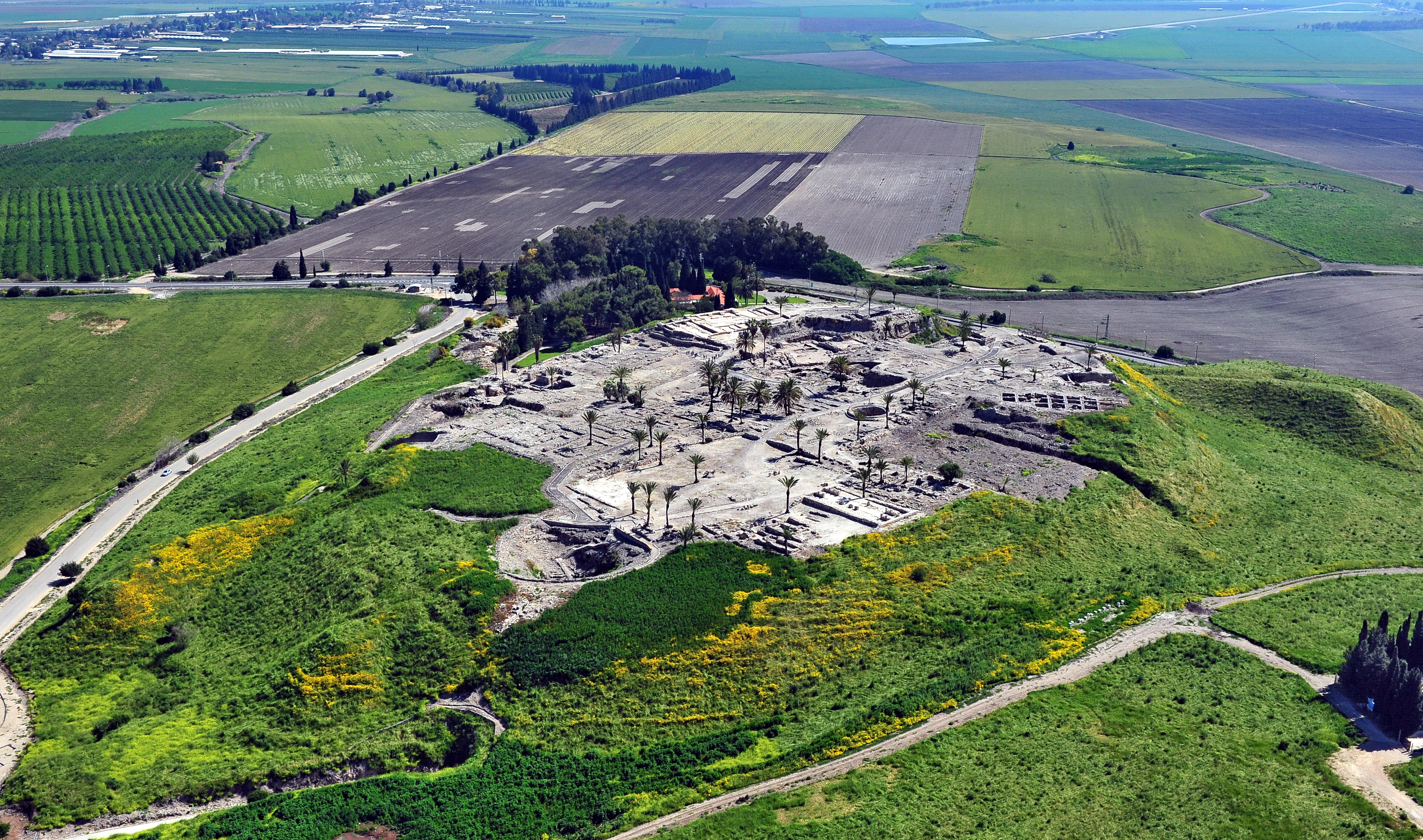
Di tích của địa điểm Tel Megiddo.

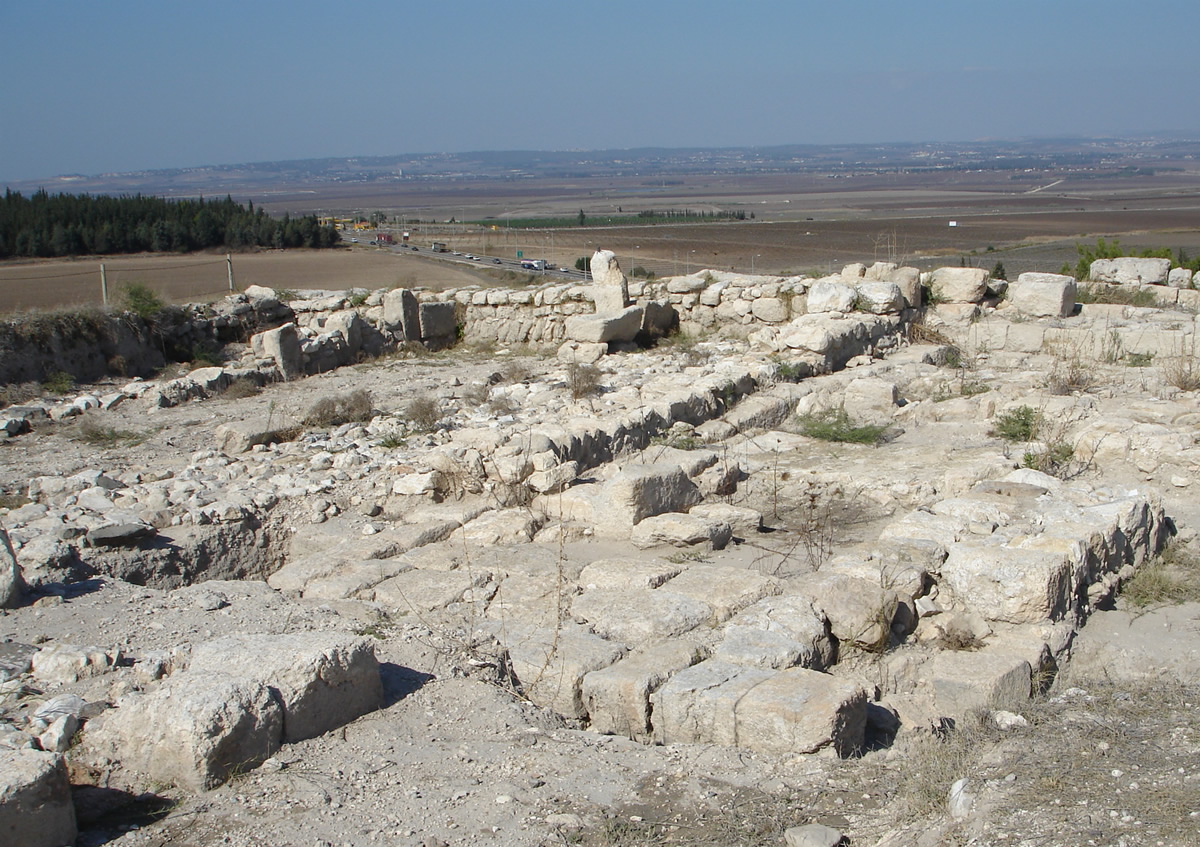
Di tích trên đỉnh Tel Megiddo.

Armageddon (từ tiếng Hy Lạp cổ: Ἁρμαγεδών Harmagedōn, Latin: Armagedōn, from Hebrew: הַר מְגִדּוֹ Har Məgīddō) theo sách Khải Huyền sẽ là vị trí tiên tri về một nơi tập hợp quân đội cho một cuộc chiến trong thời kỳ tận thế, được giải thích nhiều cách khác nhau hoặc là một địa điểm theo nghĩa đen hay mang tính biểu tượng.
Thuật ngữ này cũng được sử dụng trong một ý nghĩa chung để chỉ bất kỳ kịch bản tận thế nào.

## Vị trí Armageddon
Vị trí Armageddon không được xác định rõ ràng, Nó được cho là:
- "Núi" Tel Megiddo mà không thực sự là một ngọn núi, nhưng là một ngọn đồi được tạo ra bởi nhiều thế hệ của những người sống và xây dựng lại trên cùng một chỗ) [4], nơi có một pháo đài cổ được xây dựng để bảo vệ Via Maris, một tuyến đường thương mại cổ đại nối Ai Cập với các đế quốc phía bắc của Syria, Anatolia và Lưỡng Hà. Megiddo là vị trí của những trận chiến cổ xưa khác nhau, bao gồm một trận trong thế kỷ 15 trước Công nguyên và là một trận khác trong 609 trước Công nguyên. Megiddo hiện đại là một thị trấn khoảng 25 dặm (40 km) về phía tây-tây nam của mũi phía nam của biển hồ Galilee ở khu vực sông Kishon ở Israel.[5]